# 강제
강제(強制)는 상대가 원하지 않는 일을 강요하는 것, 또 그 일을 하도록 명령하는 것을 뜻한다. 통상 상대방의 동의없이 행사될 수 없지만, 정당한 이유가 있는 경우 행사될 수 있다.

## 같이 보기
- 강제집행